# Hemisphaerius vittiger
Hemisphaerius vittiger är en insektsart som beskrevs av Stsl 1863. Hemisphaerius vittiger ingår i släktet Hemisphaerius och familjen sköldstritar. Inga underarter finns listade i Catalogue of Life.